# Thomas Byström
Thomas Byström, född 28 augusti 1772 i Helsingfors, Finland, död 2 oktober 1839, var en svensk militär, musikpedagog, pianist, violinist och tonsättare.

## Biografi
Thomas Byström var son till Helsingfors borgmästare. Efter studier i Reval och Sankt Petersburg kom han 1792 till kadettskolan i Karlberg och ägnade sig åt tonsättande vid sidan av sin karriär inom militären. Den 5 mars 1794 blev han ledamot (nr.142) av Kungliga Musikaliska Akademien.
Han var Gustav IV Adolfs personlige adjutant under kriget i Pommern 1805–1807 och finska kriget. Efter statskuppen 1809 levde han i fattigdom och for till Sankt Petersburg. Han flyttade åter till Sverige eftersom han inte längre kände sig hemma i Ryssland, som Finland blivit en del av. Han hade olika tjänster med lägre lön än som tidigare officer, bland annat översättare, musiklärare vid Musikaliska Akademiens läroverk 1818–1833 och sekreterare vid Krigsvetenskapsakademien.
Han var far till Johan Thomas Byström och Oscar Byström.

## Verklista

### Orkesterverk
- Kadrilj för liten orkester.

### Kammarmusik
- Tre violinsonater, opus 1.[5]

1. Sonat i B-dur
2. Sonat i g-moll
3. Sonat i Ess-dur

### Pianoverk
- Obligé.
- Rysk air med variationer i g-moll. Publicerad 1798 i Musikaliskt Tidsfördrif som nummer 29/30.[5]
- Polonäs i C-dur. Publicerad 1805 i Musikaliskt Tidsfördrif som nummer 28-30.[5]
- Kadrilj.
- Vals i B-dur.[5]

### Vokalverk
- Nio sånger.
- A ma guitarre "Ma Guitarre! ô la seule amie" (okänd).
- Den välvise "I Herrar jag vil er berätta" (Anna Maria Lenngren).